# Llegada de los griegos al Egeo
La llegada de los griegos al Egeo es un debate historiográfico que pretende dar respuestas a las cuestiones de en qué momento histórico y cómo se produjo la aparición de los individuos de lengua griega en el espacio geográfico de la península e islas que conformaron aproximadamente Grecia en la época clásica.
Un punto de partida del debate es la teoría del indoeuropeo: el griego es una de las lenguas que procede de ese tronco común que se ha llamado indoeuropeo. En los territorios que en un momento dado fueron poblados por los griegos había otros pueblos —algunos indoeuropeos y otros no— que las diversas fuentes llaman pelasgos, léleges, tirsenos, carios y eteocretenses.
Básicamente hay una postura que propone una llegada a través de migraciones, que pudieron o no ser violentas, y otra alternativa que sugiere una formación paulatina de la identidad griega desde dentro del territorio egeo.

## Teoría previa al desciframiento de los documentos micénicos
Se ha probado que los documentos de los archivos palaciales de la civilización micénica en la Edad del Bronce reciente están escritos en una forma arcaica de la lengua griega. Antes del desciframiento de estos documentos Kretschmer había sugerido que los griegos habían llegado en tres oleadas, que tendrían diferentes dialectos: los jonios hacia 2000-1900, los eolios y aqueos hacia 1600 a. C. y los dorios hacia 1200 a. C., pero tras el desciframiento se estima que la diferenciación dialectal tuvo lugar después de 1200 a. C..

## Teorías relacionadas con migraciones
Una teoría propuesta por Haley y Blegen que se aceptó tradicionalmente es que la aparición de los primeros hablantes de griego debió producirse en los inicios del Heládico Medio, en torno al 1900 a. C., cuando apareció en el área continental griega la llamada cerámica minia. 
Sin embargo, autores como Palmer han defendido que los que entraron en 1900 a. C. no eran aún griegos sino otro pueblo indoeuropeo tal vez relacionado con los luvitas cuya lengua incluía los sufijos «-ssos» y «-nthos», mientras los griegos habrían llegado en torno al 1700 a. C. Otros estiman que los pueblos que utilizaban los sufijos antes mencionados eran los autóctonos, a los que también llamaban pelasgos, que no eran indoeuropeos, y que se mezclaron con los grecoparlantes que llegaron a su territorio hacia 2100-1900 a. C.
Por otra parte, Drews sostiene que durante el periodo Heládico Medio no hubo aún griegos y que los primeros fueron los grandes señores de la cultura micénica cuyos restos arqueológicos aparecen aproximadamente desde 1600 a. C. Estos primeros micénicos habrían aprovechado su superioridad armamentística —concretada especialmente en el carro de guerra— para dominar a la población que habitaba previamente el territorio.
Villar propone que los primeros griegos pudieron entrar entre 1900 y 1600 a. C. y procedían del Epiro, un territorio que los griegos de época clásica consideraban como bárbaro pero cuyos topónimos son helénicos, mientras, en cambio, muchos topónimos de Grecia clásica conservan los sufijos pre-griegos.
Algunos autores (como Caskey), sin embargo, prefieren fechar la llegada de los griegos con anterioridad, a finales del Heládico Antiguo II o principios del Heládico Antiguo III. Entre las innovaciones de este periodo que se atribuyen a la llegada de gentes de una nueva cultura destaca la aparición y posterior generalización de casas que tienen un extremo en forma de ábside.
Otra propuesta, de Hammond, defiende que los primeros griegos entraron paulatinamente en varios momentos y que estas entradas están relacionadas con la expansión de norte a sur de Grecia de una sepultura de túmulo procedente de la denominada cultura de los kurganes. En apoyo de esta teoría se han realizado diversas observaciones procedentes tanto de la mitología, como de la diferenciación dialectal. Hooker añade la idea de que a esta penetración paulatina se sumó la helenización de los pregriegos, es decir, que la identidad griega surgió tras un largo proceso de penetración, integración y evolución.

## Teoría de la autoctonía
French y Renfrew han propuesto una hipótesis que se puede definir como teoría de la autoctonía. Sostiene que los griegos estaban ya en Grecia al menos desde la época neolítica y que la identidad griega se conformó mediante un proceso cultural desde esa época neolítica. Los defensores de esta teoría afirman que las innovaciones culturales, como la aparición de la cerámica minia o de las sepulturas de túmulo, no tienen por qué suponer un cambio de lengua, sino que posiblemente son producto de la evolución de formas más antiguas. Así, creen que la lengua griega se desarrolló a partir de un idioma protogriego que ya debía existir en el VI milenio a. C. Esta teoría ha sido criticada por Adrados y Villar porque estiman que si las lenguas indoeuropeas se hubieran dispersado en una época tan temprana, las diferencias entre ellas hubieran sido de tal envergadura que no se habría podido advertir las similitudes que permitieron formular la teoría del indoeuropeo.